# Opere di Alessandro Manzoni
L'inizio dell'attività letteraria di Alessandro Manzoni viene fatto risalire agli inizi del XIX secolo.
Del corpus letterario di Manzoni si dà qui di seguito conto singolarmente, opera per opera.

## Opere giovanili

### Autoritratto (1801)
Il sonetto autobiografico è ispirato dall'analogo testo alfieriano, Sublime specchio di veraci detti. Il componimento di Alfieri fu scritto nel 1786, ma proprio nel 1801 veniva pubblicato a Parigi presso Molini (nel terzo tomo delle Opere varie) e a Milano per i tipi di Pirotta e Maspero alla fine dell'anno. Con Solcata ho fronte (sempre del 1801) di Foscolo e con la poesia manzoniana costituisce un celebre trittico di sonetti-autoritratto. Il testo del Nostro fu pubblicato molto più tardi: uscì nel 1878 sulla Gazzetta Letteraria torinese, per opera di Raffaello Barbiera. Ad una fronte dedicata alla descrizione fisica e morale fa seguito la sirima, quadro già piuttosto preciso delle ambizioni e delle peculiarità dell'autore, petrarchescamente attratto dalla gloria letteraria, ma anche schivo e immune dall'odio («Spregio, non odio mai»).
- Wikisource contiene il testo completo dell'Autoritratto

### A Francesco Lomonaco (1802)
Dedicato all'esule lucano Francesco Lomonaco.
- Wikisource contiene il testo completo di A Francesco Lomonaco

### Alla Musa (1802)
Sonetto nel quale Manzoni invoca l'aiuto di Clio, musa della storia, affinché possa indicargli la via per una gloria imperitura.
- Wikisource contiene il testo completo di Alla Musa

### Alla sua donna (1802)
Il sonetto, noto anche come Se pien d'alto disdegno e in me securo, è dedicato, secondo la maggior parte dei critici, a Luigina Visconti dei marchesi di San Vito, infatuazione giovanile del Manzoni. L'innamoramento per Luigina Visconti è alla base dell'ode Qual su le cinzie cime, richiamo evidente, nello stile e nei contenuti, all'Amica risanata foscoliana, il cui primo verso, «Qual dagli antri marini», è chiaramente riecheggiato in una composizione mossa da un sentimento ancora vivo e commosso per la giovane, che da ingenua e ignara diventa, nel sonetto A donna amata - se, come sembra, anche questa poesia sia dedicata a Luigina -, una donna vagheggiata con più distacco, come se il tempo avesse ricondotto il sentimento entro i confini della razionalità.
- Wikisource contiene il testo completo di Alla sua donna

### In morte di Carlo Imbonati (1805-1806)
Giunto da poco a Parigi, Manzoni stese i 242 endecasillabi sciolti del carme In morte di Carlo Imbonati. L'opera riprende l'espediente della visione, caro a Varano e Monti, ma manifesta una propria Weltanschauung (concezione del mondo). Imbonati compare al poeta in sogno, dando a quest'ultimo la possibilità di lodarlo per le sue virtù, ingiustamente ignote ai più. All'interno della cornice encomiastica c'è spazio per l'omaggio ad Alfieri e Parini, cui il carme deve ancora molto. L'assenza di riferimenti mitologici, «la curiosità pietosa» per il trapasso dalla vita alla morte e l'aderenza alla realtà costituiscono tuttavia un ulteriore passo verso la formazione di uno stile manzoniano, la cui specificità andrà determinandosi in modo più netto nelle composizioni mature. Se si eccettua l'appendice alle Vite del Lomonaco, In morte di Carlo Imbonati è la prima opera manzoniana ad essere pubblicata. All'inizio del 1806 l'editore Didot ne stampò cento copie a Parigi, mentre qualche mese più tardi Destefanis ne produsse a Milano un numero maggiore di esemplari, accompagnati da una dedica al Monti arbitrariamente aggiunta da Pagani, che fu per questo motivo rimproverato dall'autore, il quale cominciava così a dimostrare di aver avviato il percorso di affrancamento dall'imitazione montiana. In ogni caso, assieme alla pubblicazione arrivarono i primi consensi: il carme fu lodato dalle Effemeridi letterarie e dal Cuoco sul Giornale Italiano. Il carme In morte di Carlo Imbonati è un importante documento di Poetica. Celebri sono i versi «il santo Vero / mai non tradir: né proferir mai verbo, / che plauda al vizio, o la virtù derida» (vv. 212-214), con cui il fantasma del conte segna al poeta la via attraverso la quale possa «toccar la cima / ... o far, che s'io cadrò su l'erta, / dicasi almen: su l'orma propria ei giace» (vv. 203-205). Qui il Vero è la verità della Ragione e della Filosofia di matrice illuminista; non è ancora il Vero della Fede, ma l'aggettivo sacro gli conferisce un carattere solenne. Particolare importanza riveste anche l'intento di «giacer su l'orma propria», di raggiungere cioè un'identità stilistica e poetica.

### I sermoni (1802-1804)

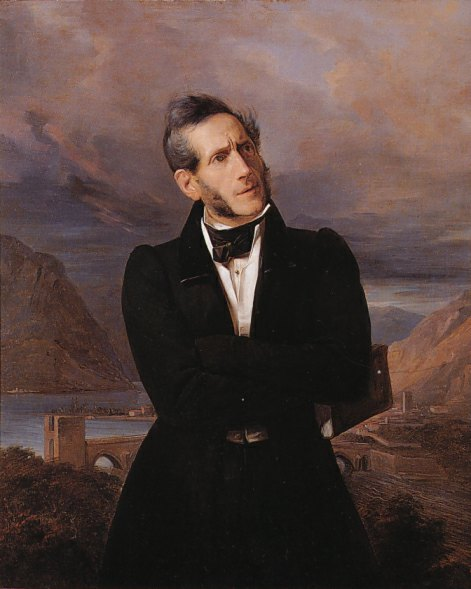
Manzoni in un ritratto di Giuseppe Molteni

I Sermoni - la cui successione cronologica è incerta - mantengono l'impronta satirica cara a questo Manzoni, come emerge già dal titolo del primo, il Panegirico a Trimalcione, modulato sui versi del Giorno pariniano e ispirato, nel contenuto, a due satire dell'Alfieri, I grandi e La plebe. Di Trimalcione, sotto le cui vesti si celano i nuovi ricchi, coloro che hanno sfruttato la Rivoluzione per raggiungere senza scrupoli il benessere economico, si celebrano ironicamente gli avi "illustri" - truffatori, assassini, lenoni, cantastorie -, con uno stile che, rispetto al modello pariniano, è molto più vicino alla prosa e si vena di un forte realismo, facendo pensare ai Sermoni di Gasparo Gozzi.
D'altra parte, il secondo Sermone, Contro verseggiatori d'occasione (o Della poesia), non fa che rafforzare l'impressione di un riferimento gozziano, se è vero che questi scrisse tre componimenti in cui tracciava la figura del poeta, che non cerca l'approvazione del pubblico, e si scagliava contro coloro che pensano di poter pubblicare un libro di poesie solo per aver messo assieme due versi, o quelli che credono poter giudicare il valore di un componimento senza averne le competenze. Questi temi, presenti in Ad A. F. Seghezzi, Ad un amico e All'abate A. Martinelli, ritornano nel testo manzoniano.
A Giovan Battista Pagani mantiene l'impronta realistica degli altri due Sermoni: ai versi 68-70 troviamo una vera e propria dichiarazione di poetica volta ad affermare il primato della dimensione concreta e civile dell'arte manzoniana, lontana da ogni forma di astrattezza: «Fatti e costumi / altri da quel ch'io veggio a me ritrosa / nega esprimer Talia».
Amore a Delia, infine, è il parallelo tra la vita libertina della madre di Delia, costretta a un matrimonio coatto e poi sposa infedele, e i medesimi atteggiamenti della figlia, in un contesto più ampio in cui si vogliono condannare l'abuso di versi amorosi e gli atteggiamenti che logorano i rapporti di coppia. 
- Wikisource contiene il testo completo dei Sermoni

### Poemetti

#### Del trionfo della libertà (1801)
Il poemetto Del trionfo della libertà, composto di quattro canti, fu ispirato dalla Pace di Lunéville, e rivela le simpatie filorivoluzionarie dell'autore, che si mostra ostile alla tirannia, passando in rassegna una lunga serie di eroi antichi e contemporanei - paladini della libertà e dell'amor patrio -, attaccando i sovrani e il Pontefice, e tradendo le influenze stilistiche di cui si è parlato, in particolare quelle del Monti, elogiato negli ultimi versi dell'opera:
Al di là di peculiarità stilistiche che già si possono intravedere in filigrana, pare importante un appunto coevo con il quale Manzoni commentava il poemetto: «Io protesto che qui e dovunque parlo degli abusi. Diffatti ognun vede che qui non si tocca principi di sorta alcuna. Altronde il Vangelo istima la mansuetudine, il dispregio delle ricchezze e del comando: e qui s'attacca la crudeltà, l'avidità delle ricchezze e del comando». L'affermazione mette quindi in luce l'adesione del giovane ai valori evangelici, contestandone la realizzazione concreta negli uomini di potere, laici ed ecclesiastici. Il terreno per la conversione era dunque preparato sin dal principio, per quanto negli anni giovanili prevalesse la ribellione contro i modelli educativi ricevuti e contro il divario esistente tra morale cristiana e condotta effettiva di chi la doveva rappresentare.
- Wikisource contiene il testo completo di Del trionfo della libertà

#### Adda (1803)
Idillio in 83 endecasillabi sciolti dedicato a Vincenzo Monti, che aveva conosciuto recentemente a Milano. Manzoni lo inviò all'amico con una lettera; nonostante l'ottimo giudizio ricevuto dal Monti, l'autore non pubblicò l'opera, che vide la luce solo nel 1875 grazie a G. Gallia.
Nell'idillio il poeta dà voce al fiume Adda, affluente del Po, che invita il Monti a trascorrere del tempo nella quiete della sua valle e a trarne ispirazione poetica. Ricorda che presso il lago di Pusiano si levò la voce poetica di Giuseppe Parini, accostato ad Orazio per l'alto valore morale della sua opera.
- Wikisource contiene il testo completo di Adda

#### Urania (1809)

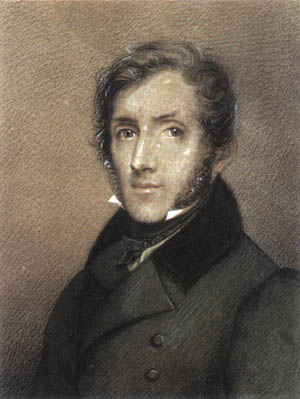
Ritratto giovanile di Manzoni del pittore Carlo Gerosa.

Poemetto composto da 358 endecasillabi sciolti. Il titolo allude ad una delle Muse, protettrice dell'astronomia e già ispiratrice del poeta greco Pindaro. Sviluppa un tema tipico del mondo neoclassico, ovvero il passaggio degli uomini dalle barbarie alla civiltà per opera delle Muse (v. la Musogonia di Vincenzo Monti e, qualche anno più tardi, il poemetto incompiuto Le Grazie di Ugo Foscolo).
- Wikisource contiene il testo completo di Urania

#### La vaccina (1809)
Frammento di otto ottonari e due versi sulla vaccinazione, rimasto incompiuto. Teresa Manzoni, avendo trovato i frammenti, attribuì il titolo Visioni poetiche.

### A Parteneide (1808-1809)
Manzoni aveva portato a compimento nel 1809 un poema idillico cominciato l'anno precedente, A Parteneide, in risposta alla richiesta del poeta danese Jens Baggesen, conosciuto a Parigi, di tradurre in italiano il suo Parthenais, dopo che Fauriel ne aveva curato la versione francese. Nel poema idillico del Baggesen, ispirato da un mito alpino, predomina l'escamotage poetico della visione. La composizione manzoniana, in cui garbatamente l'autore motiva il proprio rifiuto perché ispirato da un'altra visione poetica apparsagli nelle valli Orobie, è un testo d'occasione, ma il suo valore letterario non è trascurabile: particolare rilievo assumono inoltre, a livello concettuale, i versi 80-83, che si possono intendere come spia del coevo approdo alla pratica religiosa:
- Wikisource contiene il testo completo di A Parteneide

## Dopo la conversione (1810)

### Letteratura

#### Inni sacri (1812–1822)
Frutto della conversione del Manzoni, gli Inni sacri sono composizioni dedicate alle principali feste dell'anno liturgico. Il progetto prevedeva dodici Inni; in realtà Manzoni ne compose quattro, pubblicati nel 1815: La Resurrezione, Il Natale, La Passione, Il nome di Maria. Il quinto, La Pentecoste, dopo varie elaborazioni fu pubblicato nel 1822.
Pur non compreso nel programma dell'autore, in genere viene fatto rientrare fra gli Inni sacri anche il frammento Il Natale del 1833 (giorno in cui morì la prima moglie, Enrichetta Blondel), abbozzato in due riprese e poi abbandonato definitivamente nel 1835 (Manzoni annotò in calce: cecidere manus, caddero le mani).

#### Odi civili

##### Aprile 1814 (1814-1821)
Canzone incompiuta, composta dopo la caduta di Napoleone dopo la battaglia di Lipsia e il ritorno degli austriaci in Italia.
- Wikisource contiene il testo completo di Aprile 1814

##### Il proclama di Rimini (1815)
Canzone incompiuta, che esprime appoggio per l'appello di Murat alla lotta di tutti gli italiani per l'indipendenza.
- Wikisource contiene il testo completo de Il proclama di Rimini

##### Marzo 1821 (1821)
Ode ispirata da entusiasmo patriottico al profilarsi di un intervento armato di Carlo Alberto di Savoia. Questo poi non avvenne e l'ode fu pubblicata solo nel 1848. Contiene una famosa definizione del concetto di nazione: una d'arme, di lingua, d'altare, / di memorie, di sangue, di cor (vv.31-32).
- Wikisource contiene il testo completo di Marzo 1821

##### Il cinque maggio (1821)

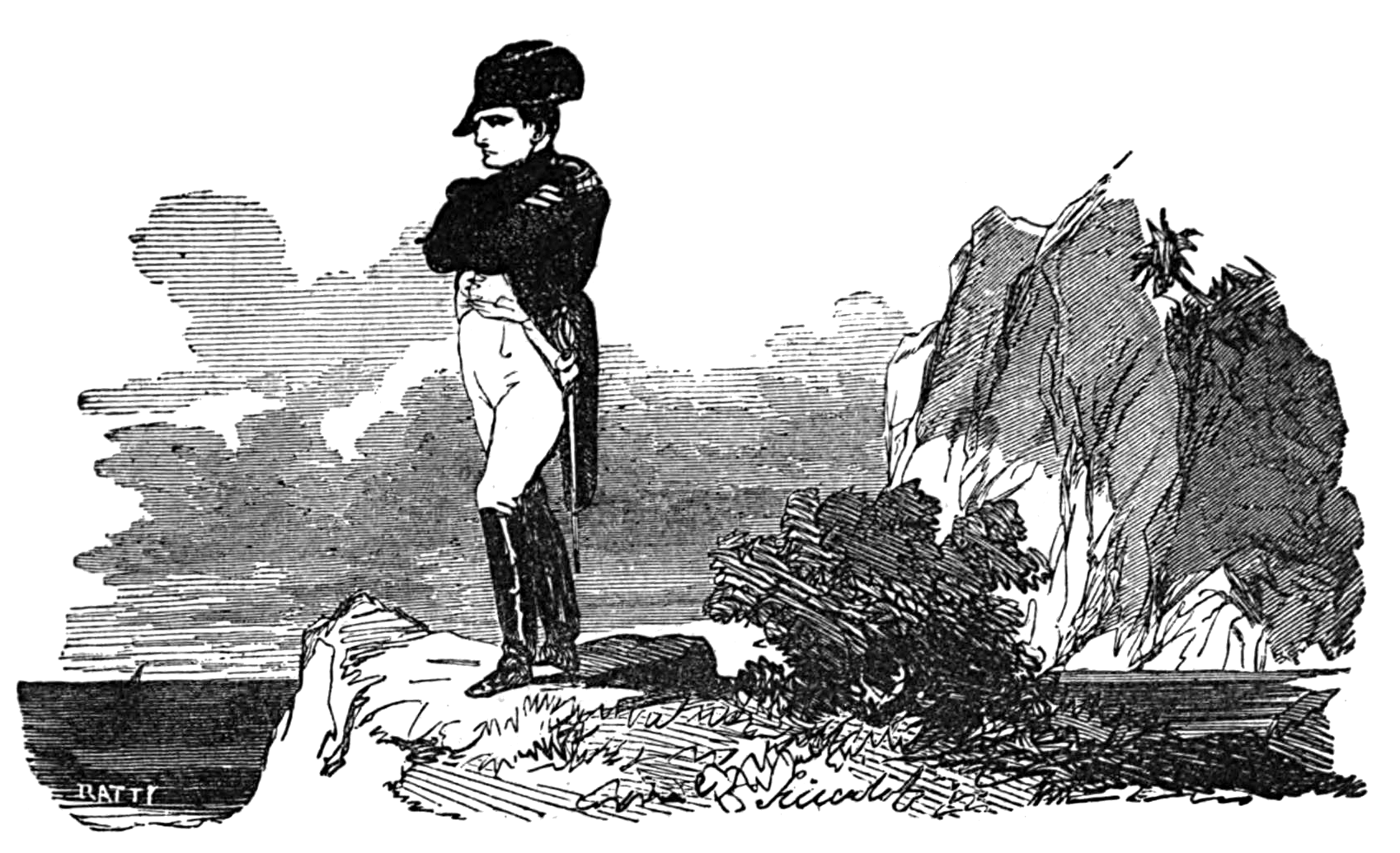
Napoleone a Sant'Elena, in una incisione che illustra una pubblicazione dell'ode del 1881

L'ode fu scritta da Alessandro Manzoni nel 1821 subito dopo la morte di Napoleone; nell'opera lo scrittore mette in risalto le battaglie e le imprese dell'imperatore nonché la fragilità umana e la speranza in Dio.
- Wikisource contiene il testo completo del cinque maggio

#### Epigrammi, scherzi e complimenti

##### L'ira di Apollo (1816)
L'Ira di Apollo è un'ode di carattere scherzoso scritta da Manzoni nel 1816, durante l'infuriare delle polemiche suscitate dall'articolo di Sulla maniera e utilità delle traduzioni di Madame de Staël. In questo articolo, la scrittrice francese denunciava lo stato di decadenza della letteratura italiana, ancora aggrappata a modelli e istituzioni vecchie di secoli, ed esortava gli intellettuali ad aggiornarsi, traducendo le opere degli autori stranieri più rappresentativi del nuovo clima culturale romantico.
Nell'Ode si immagina che il dio Apollo scenda dall'Olimpo per vendicarsi dei romantici lombardi, che vorrebbero abbandonarlo (metafora che indica il clima culturale milanese, aperto alle innovazioni e favorevole al nuovo gusto romantico).
Venne pubblicata per la prima volta in anonimo nell'"Eco" (giornale di scienze, lettere e arti edito a Milano), il 16 novembre 1829 anno II, n. 137.
Il Manzoni ne parla al Grossi in una lettera (la n°330 del 18 novembre 1829), "Ti ringrazio delle nuove che mi dai del mio povero parto gettato sulle onde in un canestro. Forse in piena luce non avrebbe avuto quel favore che mi dici, se la figlia di Faraone l'avesse veduto in braccio alla madre all'uso comune, non si sarebbe appena fermata a guardarlo".

#### Tragedie

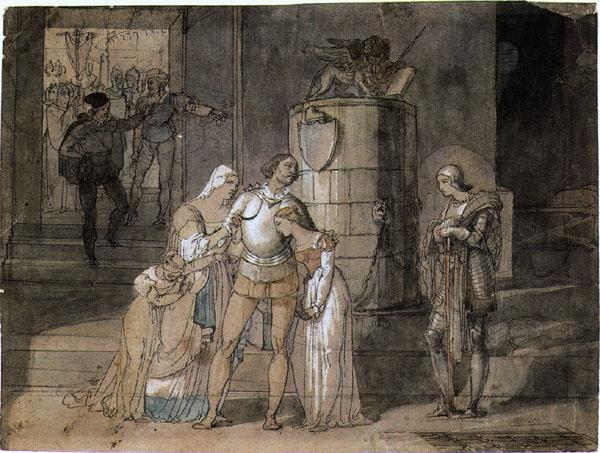
Studio di Francesco Hayez per il dipinto Il Conte di Carmagnola (1820)

Tragedie ed altre poesie, 1827

Le tragedie manzoniane hanno un'ispirazione storica e cristiana ed hanno un carattere antieroico, cioè sono prive di aristocratica individualità in quanto i personaggi importanti sono inseriti nelle vicende del popolo. Nelle tragedie Manzoni rifiuta le unità aristoteliche (in particolare quelle di luogo e di tempo) in nome della libertà creatrice dello scrittore, propugnata dal Romanticismo (sull'argomento l'autore scrisse la lettre à Monsieur Chauvet sur l'unité de temps et de lieu dans la tragédie). Quanto poi alla visione della storia come contrapposizione oppressi-oppressori, Manzoni risente delle idee dello storico Augustin Thierry da lui frequentato a Parigi.

##### Il Conte di Carmagnola (1816-1820)
Dedicata a Fauriel, è preceduta da una prefazione sulle unità drammatiche e sull'uso del coro, un cantuccio, che, non essendo legato allo svolgimento dell'azione, non può costituire una parentesi lirica che dà voce ai sentimenti dell'autore togliendogli la tentazione di parlare per bocca dei personaggi, lasciando così separata la realtà storica dalle passioni e dalla fantasia del poeta. A questo proposito Foscolo osservò che, necessariamente, i personaggi storici di una tragedia pronunciano discorsi mai detti e compiono azioni mai avvenute. Manzoni aggiunse anche alcune notizie storiche sull'argomento della tragedia; in tale introduzione sostenne l'innocenza del conte, ma studi recenti hanno confermato il contrario.

##### Adelchi(1822)
Narra la vicenda del principe Adelchi e gli avvenimenti che precedettero la caduta del regno longobardo tra il 772 ed il 774 (Ermengarda fu ripudiata nel 771).
Il tema principale è l'opposizione tra oppressi e oppressori, cui si ricollega il dilemma insolubile del protagonista: «non resta / Che far torto, o patirlo».
L'azione spesso è lenta ed il dialogo ristagna, ma in alcuni momenti assurge ai vertici del lirismo, come nei famosi cori dell'atto terzo («Dagli atrj muscosi, dai Fori cadenti») e dell'atto quarto («Sparsa le trecce morbide»).
Edizioni
- Alessandro Manzoni, Adelchi. Tragedia con un Discorso sur alcuni punti della storia longobardica in Italia, Milano, per Vincenzo Ferrario, 1822, SBN TO0E007876.

##### Spartaco (1823)
Il progetto avrebbe permesso di estendere lo sguardo storico a ritroso nel tempo: dopo l'età rinascimentale (Conte di Carmagnola) e l'Alto Medioevo (Adelchi), la vicenda della rivolta di schiavi guidati da Spartaco alla fine dell'età repubblicana di Roma avrebbe ricostruito (dal punto di vista degli "umili") un altro momento-chiave della storia degli italiani. Si ritiene che la tragedia sia rimasta allo stato di abbozzo per il maturare dell'idea del romanzo.

##### I cori delle tragedie
I tre cori contenuti nelle due tragedie manzoniane rappresentano un'innovazione tecnica o meglio un ritorno alle origini della tragedia, a quel teatro greco nel quale il coro aveva una funzione importantissima.
In Manzoni il coro torna con una valenza diversa, non è più un momento di dialogo tra i singoli personaggi con la folla, bensì un momento in cui l'autore si estranea dalla narrazione vera e propria (i cori, infatti, nulla aggiungono alla trama) e presenta le sue idee e il suo parere su quanto sta accadendo. Nella Prefazione a Il Conte di Carmagnola l'autore scrive che i cori sono concepiti "come la personificazione de' pensieri morali che l'azione ispira, come l'organo de' sentimenti del poeta che parla in nome dell'intera umanità". I cori "hanno sugli antichi il vantaggio di essere senza inconvenienti: non essendo legati all'orditura dell'azione non saranno mai cagione che questa si alteri e si scomponga per farceli stare. Hanno finalmente un altro vantaggio per l'arte in quanto, riserbando al poeta un cantuccio dov'egli possa parlare in persona propria, gli diminuiranno la tentazione di introdursi nell'azione e di prestare ai personaggi i propri sentimenti. [....] Senza indagare se questi Cori potessero mai essere adatti alla recita, io propongo soltanto che siano destinati alla lettura".
Le soluzioni metriche adottate, ossia l'impiego di orecchiabili e isoritmici versi parisillabi (il decasillabo di S'ode a destra uno squillo di tromba e il doppio senario di Dagli atrii muscosi - dai fori cadenti) o di metri con terminazioni sdrucciole sui versi dispari (Sparsa le trecce morbide), suggeriscono un secondo, più diretto legame con i libretti d'opera italiani della prima metà dell'Ottocento.
Coro de Il Conte di Carmagnola (atto II - S'ode a destra uno squillo di tromba)
1° coro dell'Adelchi (atto III - Dagli atrii muscosi, dai fori cadenti)
Il poeta esordisce rappresentando i Romanici oppressi, poi l'angoscia dei Longobardi sconfitti ed infine i Franchi vincitori e tutti, oppressi, vinti e vincitori sono accomunanti dalla stessa tristezza e rimpianto per ciò che hanno perduto. I versi dolenti, nei quali il furore della battaglia si placa in una pace ingiusta, tra spoliazioni ed oppressioni, si chiudono con un accento desolato nel quale il cristiano Manzoni non vede l'orizzonte rischiarato dalla luce di Dio.
2° coro dell'Adelchi (atto IV - Sparsa le trecce morbide)

#### Narrativa

##### Fermo e Lucia (1823)

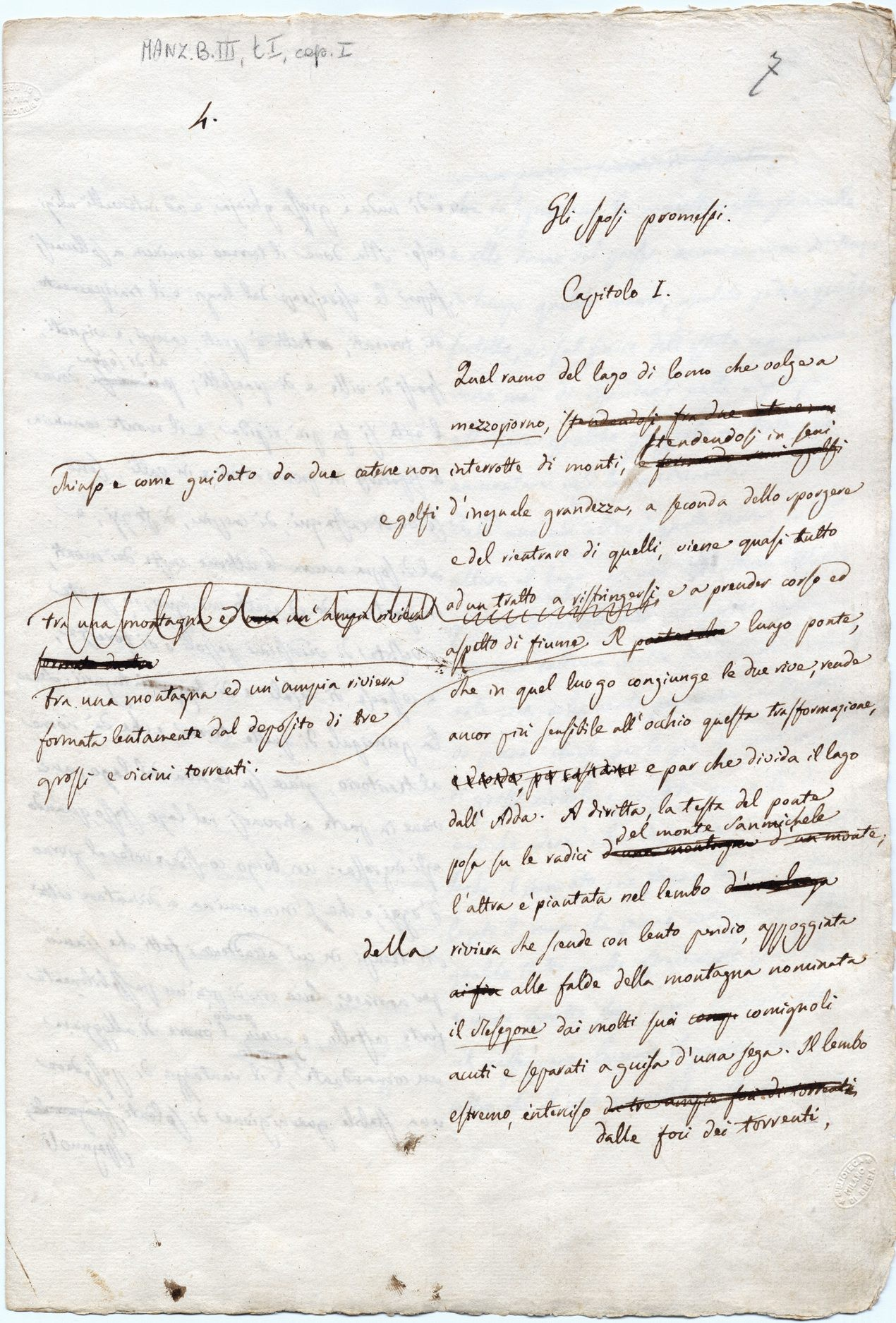
Pagina iniziale del capitolo I nel secondo manoscritto autografo del Fermo e Lucia, con il titolo Gli sposi promessi, 1823-1825 (Milano, Biblioteca Nazionale Braidense)

Il Fermo e Lucia (titolo attribuito dall'amico Ermes Visconti, come attestato in una lettera del 3 aprile 1822 a Gaetano Cattaneo), antesignano de I promessi sposi, fu scritto da Manzoni tra il 1821 e il 1823 con l'intento di creare il primo romanzo storico italiano. Dopo la lettura dell'Ivanhoe di Walter Scott, era rimasto affascinato da come si potessero comunicare valori al popolo mediante storie ambientate in una precisa epoca. Tuttavia la stesura del Fermo e Lucia (nomi provvisori dei due protagonisti) fu laboriosa, perché troppo lunga e ricca di divagazioni sui personaggi storici che Manzoni decise di inserire nel racconto, come la figura del Conte del Sagrato (l'Innominato), della Monaca di Monza e del Cardinale Federigo Borromeo. La narrazione procede per blocchi, in quattro tomi: il primo con la presentazione di Fermo (Renzo), il secondo con quella di Lucia, il terzo con la storia della monaca e l'ultimo con la descrizione della peste di Milano e il ritrovamento dei due sposi, dopo le traversie subite per colpa di Don Rodrigo.
La vicenda è ambientata in Lombardia dal 1628 al 1630, ma risente di allusioni a fatti contemporanei del Manzoni, come ad esempio il fallimento dei moti rivoluzionari del 1820, e anche per questo la storia, sebbene si concluda con un lieto fine, è raccontata in chiave pessimistica. Altro problema rilevante è il linguaggio, giacché Manzoni si proponeva di scrivere un romanzo con una lingua comune e unitaria, che potesse essere compresa da tutti; invece egli, come si rimprovera nell'Introduzione, usò un impasto linguistico, composto di parole e frasi lombarde, toscane, francesi e latine.

##### I promessi sposi (1825-1826; 1840)

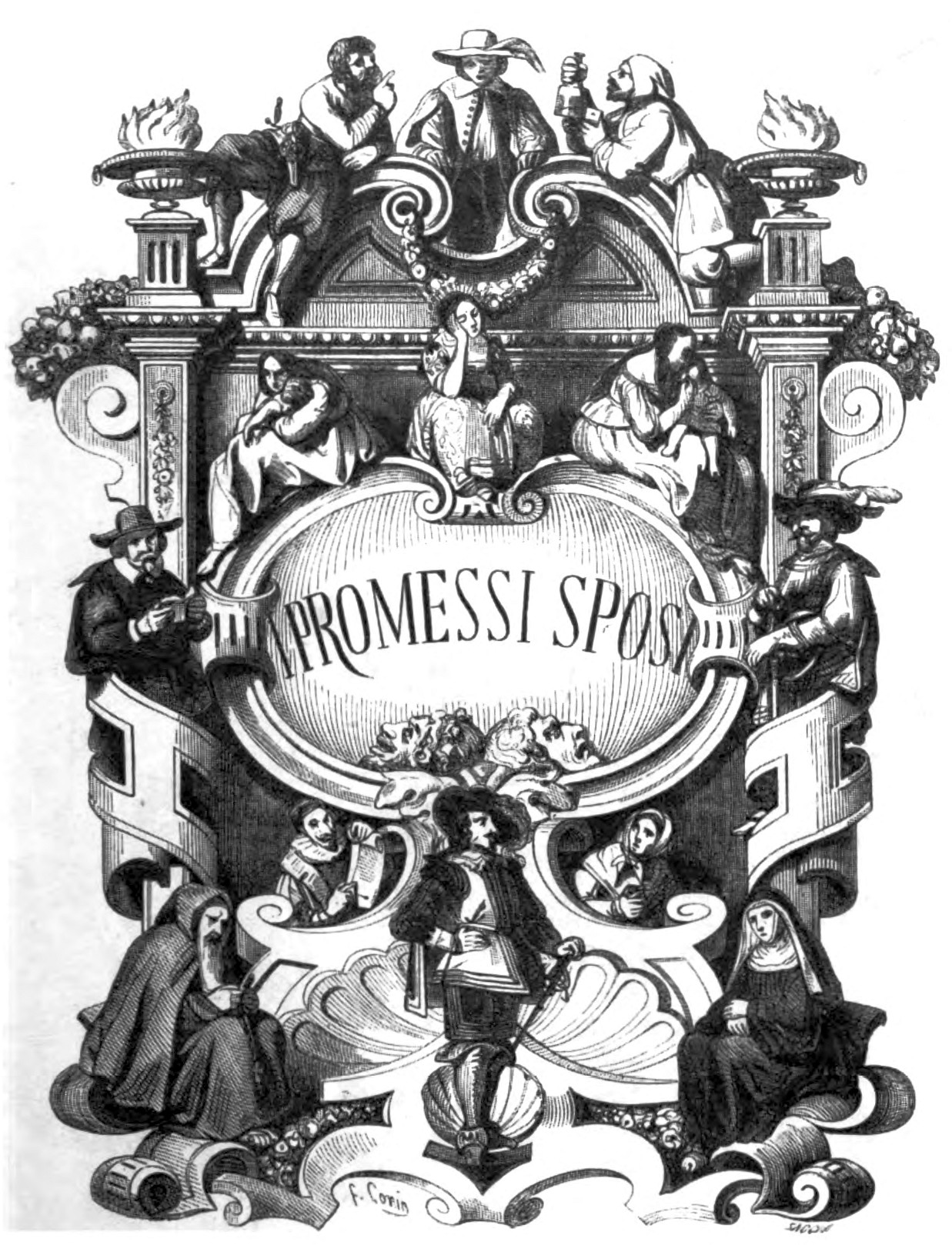
Antiporta figurata dell'edizione quarantana de I promessi sposi

L'opera fu edita in due edizioni diverse nel 1827 e nel 1840. Nella prima Manzoni corresse tutte le inflessioni dialettali e lombarde presenti nella narrazione, riducendo anche gli excursus riguardo ai personaggi storici. Il nome di Fermo divenne quello di Renzo, e già molti aspetti dei personaggi oggi conosciuti cambiarono. Tuttavia a Manzoni mancava ancora il problema del linguaggio unitario e corretto. Scelse di adoperare il fiorentino, andando a "sciacquare i propri panni nell'Arno", e nel 1840 pubblicò l'edizione definitiva de I promessi sposi, aggiungendo alle pagine dozzine di illustrazioni per far comprendere meglio alla massa gli svolgimenti degli episodi. Il libro divenne subito parte integrante della letteratura italiana.
I temi presenti sono di gusto romantico, dato che riguardano il cristianesimo, ma allo stesso tempo di stampo giansenista, dato che Manzoni interpreta la religione cattolica come "educatrice", e che soprattutto il messaggio di Dio va cercato nelle cose e negli animi dei personaggi. Per Manzoni tale "rivelazione" non si manifesta a tutti, e appare solo ai puri di spirito (gli eletti). Di qui l'esempio della conversione dell'Innominato per mezzo dello stimolo di Lucia Mondella a confidare in Dio. L'episodio è centrale nell'opera, visto che è collocato dall'autore esattamente a metà del testo. Altri personaggi che rappresentano la Chiesa sono il vigliacco Don Abbondio simbolo della Chiesa corrotta e provinciale, Fra Cristoforo, simbolo della Chiesa umile e onesta, ma debole; Federigo Borromeo, simbolo della Chiesa potente ed onesta, e infine Suor Gertrude: la Monaca di Monza, simbolo della Chiesa potente e corrotta.
La scelta più rivoluzionaria di Manzoni nella storia fu quella di mettere come protagonista gente umile e povera, ossia i contadini Renzo e Lucia, al contrario di quanto era stato fatto nella letteratura per secoli: ossia l'inserimento di personaggi ricchi e nobili come principali. Manzoni vedeva nell'animo degli umili valori positivi e prettamente puri (come prevedeva il canone romantico), e quindi un punto fondamentale di svolta per diffondere alla massa un messaggio positivo e di speranza riguardo l'integrità dei valori morali.
L'ultimo tema perno del romanzo è quello della Divina Provvidenza, o "Provvida Sventura" ("Deus ex machina" della storia). Infatti la maggior parte dei personaggi del racconto confida in Dio e nel suo operato, che agisce per vie imperscrutabili, cioè ogni individuo, in base al bene che ha ricevuto nello svolgersi degli eventi, interpreta a suo modo l'operato della Provvidenza, come ad esempio Don Abbondio, che vede in essa una scelta di Dio nello spazzar via i crudeli dal mondo mediante il flagello della peste, oppure Renzo e Lucia, che riconoscono in essa un merito voluto da Dio per la loro ritrovamento e il conseguente matrimonio.
Tuttavia Manzoni non vede nella Provvidenza qualcosa di completamente positivo e, in base alla sua aderenza alle teorie del giansenismo, nell'ultimo capitolo della storia descrive come i protagonisti, sebbene alla fine siano felici dopo tante sventure passate, si rendano conto della crudeltà della vita, e di come debbano imparare a fronteggiare le disgrazie, confidando nei loro valori e nella speranza che un ente superiore e puro come Dio possa assisterli durante il travaglio.

### Saggistica

#### Poetica

##### Prefazione al Conte di Carmagnola
Primo saggio di teoria letteraria composto tra il 1816 ed il 1819. Vi si ritrova una descrizione puntuale delle innovazioni introdotte nella tragedia. In particolare, Manzoni spiega la funzione attribuita al Coro, come "cantuccio" nel quale l'autore può parlare "in persona propria", per esprimere giudizi o commenti su quanto l'azione scenica propone. In questo si distacca nettamente dalla funzione che il coro aveva nella tragedia greca, in cui esso era un vero e proprio personaggio collettivo.

##### Lettre à Monsieur Chauvet sur l'unité de temps et de lieu dans la tragédie (1820)

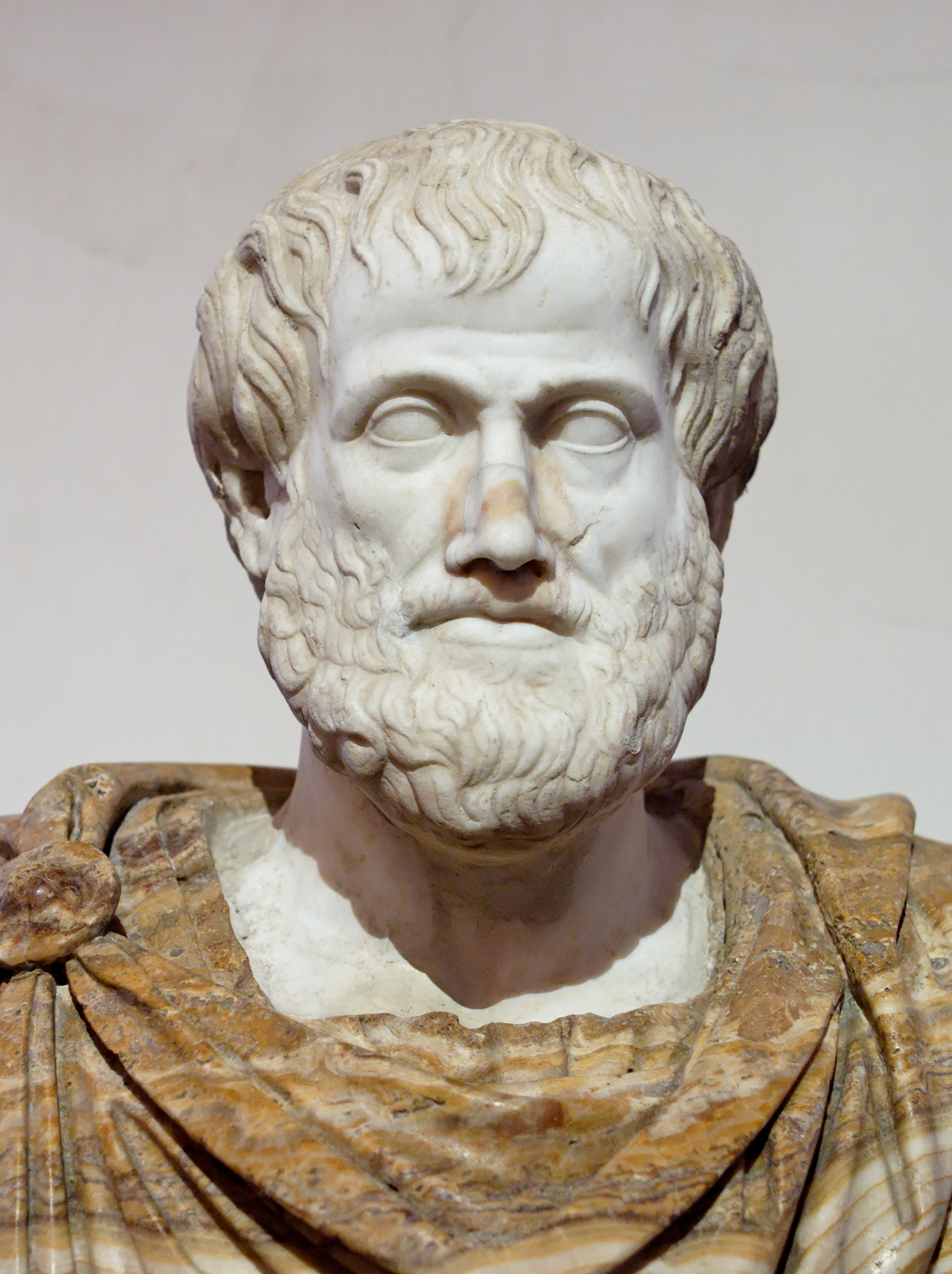
Aristotele, criticato da Manzoni nella Lettera a Monsieur Chauvet, nella quale spiega che per formare la tragedia moderna non occorre più attenersi alle "unità aristoteliche", prescriventi che uno spettacolo sarebbe dovuto durare non più di un giorno. Manzoni, intendendo rappresentare storie reali e credibili, è il primo italiano a staccarsi da tali regole e a rispettare la prassi di altri autori esteri, come ad esempio Shakespeare

Qui sono riportate le idee che egli aveva esposto nei primi scritti di poetica: la Prefazione alla tragedia Il Conte di Carmagnola, i Materiali estetici e alcuni appunti per un discorso dal titolo Della moralità delle opere tragiche, poi confluito in parte nella Prefazione. Nella lettera polemizza contro la concezione classicistica della tragedia, fino a enunciare tutti i principi fondamentali della sua poetica. Monsieur Chauvet era un critico che aveva denunciato la mancanza delle unità aristoteliche ne Il Conte di Carmagnola. Uno dei principali principi del classicismo tragico era quello delle tre unità: unità di tempo, unità di luogo, unità di azione. Dovevano garantire la verosimiglianza: mettere in scena un gran numero di eventi e luoghi nel tempo e nello spazio, impediva al lettore di immedesimarsi nell'azione. Il Manzoni ammette la necessità dell'unità di azione, come organicità e non unicità d'azione, ma rifiuta le altre due unità, che secondo lui sono un vincolo assurdo, poiché impongono un'arbitraria concentrazione di eventi svolti in tempi e luoghi diversi, opponendosi così alla verosimiglianza. Inoltre, se il soggetto non è storico, condensare le passioni che hanno una genesi lunga è contraddire la verosimiglianza. Manzoni dunque non rifiuta le unità per dare sfogo alla fantasia, ma per garantire il vero, alla base del sistema storico, modello di tragedia opposto a quello classicistico. Le unità costringono a inventare, mentre le essenze della passione non consistono nell'inventare i fatti, che è quanto di più facile e di più insignificante che esista nel lavoro della mente.
Questo problema investe anche il rapporto tra storia e poesia, che devono avere, entrambe, come oggetto il vero. Ma mentre compito della storia è di precisare i fatti con obiettività, compito della poesia è di scrutare fino in fondo gli eventi di cui la storia ha tramandando solo la sostanza esteriore, ovvero di scrutare e intuire i sentimenti e le personalità dei personaggi storici, l'eterno battito di umanità che illumina dal di dentro i personaggi e gli eventi. La ricerca della verità è al centro della sua riflessione sulla letteratura. Conclude che esiste un rapporto tra intimo storico e intimo poetico, ovvero di approfondimento psicologico della realtà. La verità artistica non esclude quella storica, ma l'approfondisce. Il poeta potrà inventare i fatti secondari, ma anche questa invenzione non dovrà alterare la realtà storica. Questo permette a Manzoni di spostare l'attenzione dai potenti (protagonisti delle tragedie) agli umili (di cui la storiografia non ci parla). Troviamo al centro del romanzo due personaggi di invenzione, umili, che agiscono sullo sfondo di un contesto storico molto ben definito. Se quindi lo storico cerca il vero, cioè i fatti e le loro cause, il poeta ricercherà piuttosto il verosimile, ovvero i sentimenti segreti dei protagonisti dei fatti, le loro ansie morali, la loro complessa umanità.
Un altro problema che risulta è quello della moralità dell'arte. Moralità e verità sono sempre stati al centro dell'indagine dell'autore. Esiste l'opportunità di rappresentare il male. Nella verità c'è un interesse così grande che può indurre a prenderla in considerazione, anche se produce un inevitabile orrore. Essa allora deve sempre essere rappresentata, anche se l'oggetto di rappresentazione è il male, ma l'artista dovrà trattare l'argomento in modo da suscitare un'impressione con modo e fine: se l'impressione è di disgusto e avversione, allora il poeta avrà agito bene, poiché l'arte è morale e istruttiva. Non è condividendo le passioni e i deliri dei personaggi che si prova il più alto grado di emozione, ma al contrario, è sollevandosi al di sopra di queste passioni per giudicarle e dominarle, che si sviluppa un ideale di giustizia. Il poeta raggiunge il suo scopo se suscita idea di moralità nel lettore.
L'autore allarga il discorso sull'opportunità di rappresentare l'amore. Afferma che troppo spesso vi è troppo amore nei romanzi e nelle tragedie.

##### Lettera Sul romanticismo al Marchese Cesare D'Azeglio (1823)
Si divide in due parti: in una polemizza apertamente contro i classicisti ("Per i romantici è impossibile parlare del falso riconosciuto per la sola ragione che altri l'hanno stimato per vero; i classicisti oppongono che levando la mitologia si spogli la poesia di immagini [...]"); nella seconda parte Manzoni propone idee sul romanticismo, esamina criticamente le nuove teorie e le difende con una formula sintetica che pone "L'utile per scopo, il vero per soggetto e l'interessante per mezzo."
- Wikisource contiene il testo completo della seconda redazione della Lettera sul romanticismo a Cesare D'Azeglio

##### Del romanzo storico e, in genere, de' componimenti misti di storia e d'invenzione(1850)
In questo discorso Manzoni rovescia le concezioni che sorreggevano la lettre à Monsieur Chauvet sur l'unité de temps et de lieu dans la tragédie. Giudica negative tutte le opere non fondate esclusivamente sul vero (compreso quindi il suo romanzo) e riconosce legittimità morale solo alla storiografia.
Edizioni
- Alessandro Manzoni, Del romanzo storico e, in genere, de' componimenti misti di storia e d'invenzione, in Opere varie, Milano, dalla Tipografia di Giuseppe Redaelli, 1845 [i.e. 1850],  pp. 473-531, SBN LO10260861.

##### Dell'Invenzione (1850)
Dialogo nel quale Manzoni afferma che lo scrittore non deve "creare" né "inventare" nulla, ma limitarsi a cercare di rappresentare in modo veritiero la realtà creata da Dio.

#### Storiografia

##### Discorso sopra alcuni punti della storia longobardica in Italia (1822)
Frutto delle ricerche storiche effettuate per la stesura dell'Adelchi. Quel periodo dell'alto Medioevo (VIII secolo d.C.) era poco conosciuto e si discuteva sulla validità o meno del gesto del papa Adriano I che aveva chiesto l'aiuto di Carlo Magno e del suo esercito contro le mire espansionistiche dei Longobardi. Se si fosse dimostrata l'avvenuta fusione tra i Longobardi e i Latini (gli abitanti dell'Italia), la scelta del papa sarebbe stata contraria al bene della popolazione dell'Italia. Se invece fosse risultato che i Longobardi erano tuttora oppressori dei Latini, la conquista da parte di Carlo Magno avrebbe avuto un senso diverso.
Manzoni consultò un'ampia documentazione, dalla quale trasse la convinzione che entrambi i popoli stranieri dovessero considerarsi oppressori nei confronti dei Latini.
Un'affermazione importante del saggio è il riconoscimento che nella storiografia gli umili, gli oppressi non hanno spazio, e che "una moltitudine intera passa sulla terra, sulla sua terra, senza lasciare traccia".
- Wikisource contiene il testo completo di Discorso sopra alcuni punti della storia longobardica in Italia

##### Storia della colonna infame (1840)

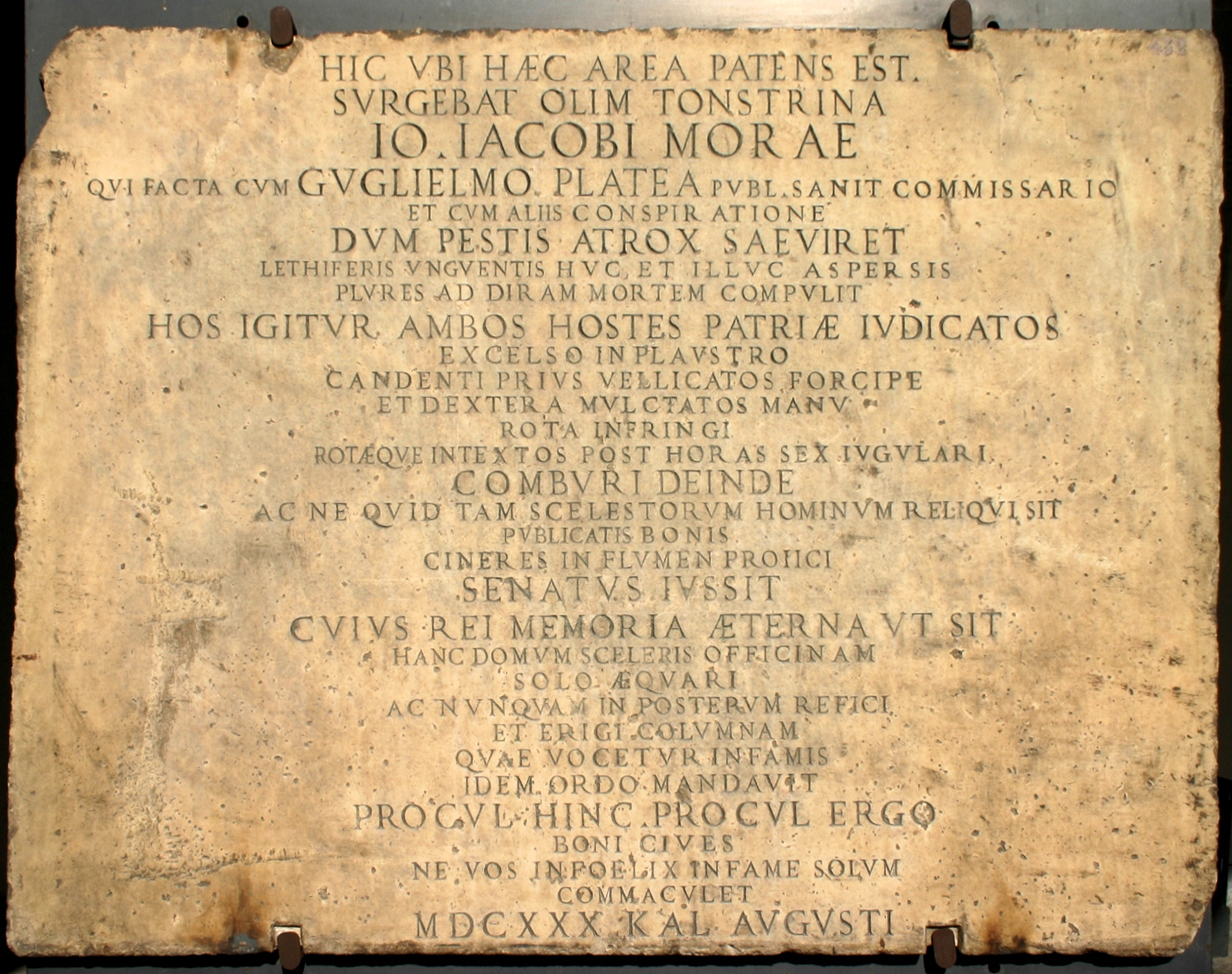
La lapide che fu posta presso la Colonna Infame. Milano, Castello Sforzesco.

Pubblicata nel 1840 in appendice ai "Promessi Sposi", l'opera analizza e discute gli atti di un processo a due presunti untori. L'indagine, nella quale fu fatto uso della tortura, approdò ad uno scontato giudizio di colpevolezza. I due imputati vennero mandati a morte e le loro case distrutte. Sul luogo delle case fu innalzata una colonna che ricordava l'avvenimento (da ciò il titolo).
In questo testo Manzoni sviluppa una serrata argomentazione nella quale confluiscono la sua formazione illuministica e la concezione cristiana.

##### La Rivoluzione francese del 1789 e la Rivoluzione italiana del 1859: saggio comparativo (1889)
L'opera, iniziata negli anni 1862-1864, rimase incompiuta e fu pubblicata postuma. In essa Manzoni intendeva dimostrare che la Rivoluzione francese aveva introdotto l'oppressione del paese sotto il nome di libertà, pur sposandone gli ideali.

#### Filosofia morale

##### Osservazioni sulla morale cattolica (1819)
Manzoni in questo saggio discute e confuta le tesi di Sismonde de Sismondi nella Storia delle repubbliche italiane nel Medioevo. Sismondi sosteneva che la morale cattolica aveva causato la decadenza politica dell'Italia; Manzoni risponde dimostrando, sulla base dell'insegnamento evangelico, che la morale cristiana è l'origine di ogni scelta positiva anche nel campo politico e sociale.

##### Lettera a Victor Cousin (1828-1830)
Opera incompiuta relativa al problema dell'autorità, indirizzata a Victor Cousin, uno dei maggiori protagonisti della Restaurazione in Francia.

#### Linguistica

##### Sentir messa (1835-36)
Breve trattato in cui difende l'uso vivo della lingua contro le accuse dei puristi mosse al romanzo Marco Visconti di Tommaso Grossi.

##### Sulla lingua italiana (1846)
Lettera a Giacinto Carena scritta in occasione della pubblicazione della prima parte del Prontuario di vocaboli attenenti a parecchie arti, ad alcuni mestieri, a cose domestiche ed altre in uso comune.
- Wikisource contiene il testo completo della lettera a Giacinto Carena

##### Saggio sul vocabolario italiano secondo l'uso di Firenze (1856)
Steso in collaborazione col letterato fiorentino Gino Capponi; si collega alla convinzione che il toscano parlato debba diventare la lingua degli italiani.

##### Dell'unità della lingua e dei mezzi di diffonderla (1868)
Relazione al ministro della pubblica istruzione Broglio incentrata sul rapporto tra lingua e nazione. Edizione critica moderna:
 Alessandro Manzoni, Dell’unità della lingua e dei mezzi di diffonderla - Edizione critica del ms. Varia 30 della Biblioteca Reale di Torino a cura di C. Marazzini e L. Maconi, con due note di G. Giacobello Bernard e F. Malaguzzi, Dell’unità della lingua e dei mezzi di diffonderla, Castel Guelfo di Bologna, Imago - Società Dante Alighieri, 2011.

##### Intorno al libro "De vulgari eloquentia" di Dante (1868)

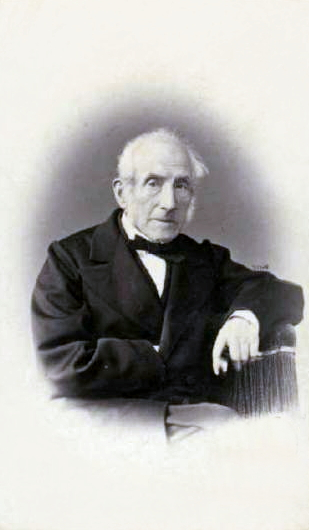
Ritratto senile di Manzoni

Lettera a Ruggero Bonghi in cui il Manzoni afferma che nel libro De Vulgari Eloquio non si tratta d'una lingua, né italiana, né altra qualunque, ovvero che il testo di Dante, citato da molti, e non letto quasi da nessuno, quantunque libro di ben piccola mole, si limita a parlare del linguaggio della poesia, anzi d'un genere particolare di poesia. Manzoni tra l'altro conferma questa scoperta facendosi forte dell'opinione di Boccaccio che nella Vita di Dante scrive: compose un libretto in prosa latina, il quale egli intitolò De Vulgari Eloquentia, dove intendeva di dare dottrina a chi imprender la volesse, del dire in rima. Infine il Manzoni accusa Gian Giorgio Trissino di aver si citato questo brano di Boccaccio, omettendone però con magra furberia le ultime parole dove intendeva di dare dottrina a chi imprender la volesse, di dire in rima al fine di poter arruolare l'opera di Dante nella contesa quattrocentesca sulla lingua, mentre in realtà Dante era tanto lontano dal pensare a una lingua italiana nel comporre il libro in questione.

##### Intorno al vocabolario (1868)
Lettera a Ruggero Bonghi.
- Wikisource contiene il testo completo di Lettera a Ruggero Bonghi intorno al vocabolario

##### Lettera al Marchese Alfonso della Valle di Casanova (1871)
Si esprimono i motivi che spinsero Manzoni all'ultima revisione linguistica de I promessi sposi.
Restò incompiuta l'opera Della lingua italiana scritto da questi, intorno alla lingua del romanzo nella quale Manzoni intendeva trattare analiticamente il problema dell'unità linguistica.